# John A. Moroso
John Antonio Moroso (Charleston, 17 agosto 1874 – New Rochelle, 16 giugno 1957) è stato uno scrittore e sceneggiatore statunitense di origine italiana.

## Biografia
Nato in una famiglia italo-americana a Charleston (Carolina del Sud), si laureò nel 1894. All'università, fu poeta laureato della sua classe. Finiti gli studi, si trasferì a New York, dove lavorò come reporter e giornalista giudiziario. Durante gli anni dieci, scrisse dei racconti per il Collier's Weekly e altre importanti pubblicazioni.

## Opere
- Vengeance Is Mine
- The Quarry
- Page Tim O'Brien
- The People Against Nancy Preston
- The Stumbling Herd

## Filmografia
- Vengeance Is Mine, regia di Frank Hall Crane - romanzo (1917)
- The Shoes That Danced, regia di Frank Borzage (1918)
- The Hand at the Window, regia di Raymond Wells (1918)
- The Lonely Woman, regia di Thomas N. Heffron - soggetto (1918)
- La città degli uomini silenziosi (The City of Silent Men), regia di Tom Forman - romanzo (1921)
- Love in the Dark, regia di Harry Beaumont (1922)
- Jimmie's Millions, regia di James P. Hogan (1925)
- The People vs. Nancy Preston, regia di Tom Forman - romanzo (1925)
- Rose of the Tenements, regia di Phil Rosen - romanzo (1926)
- The Fire Fighters, regia di Jacques Jaccard - soggetto e sceneggiatura (1927)
- When a Dog Loves, regia di J.P. McGowan (1927)
- Per l'amore di Mike (For the Love of Mike), regia di Frank Capra (1927)
- Shadow of the Law, regia di Louis Gasnier - romanzo (1930)